# Pershyttan
Bynamnet Pershyttan används i denna artikel synonymt med Gamla Pershyttan. Beträffande Nya Pershyttan, se särskilt avsnitt mot slutet av artikeln.
Pershyttan är en by i Nora kommun, tre kilometer sydsydväst om Nora. Bebyggelsemässigt är orten sedan 1970-talet sammanvuxen med tätorten Nora. Pershyttans bergsmanby har anor från 1300-talet. Gamla Pershyttans bergsmansby blev kulturreservat år 2004 genom beslut i länsstyrelsen. Reservatet omfattar en areal om 128 hektar.

## Allmänt

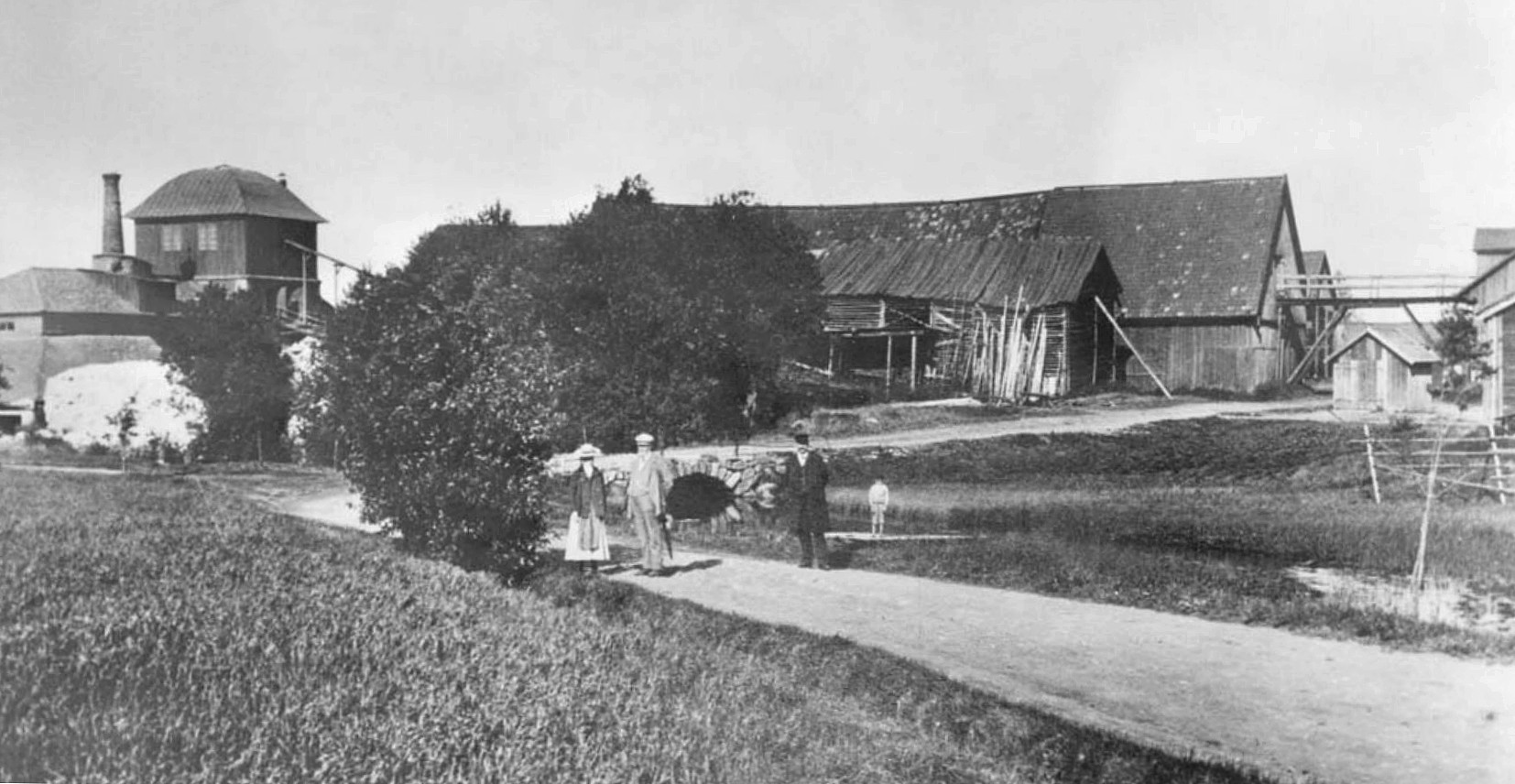
Pershyttan, masugn och kolhusen, 1900.

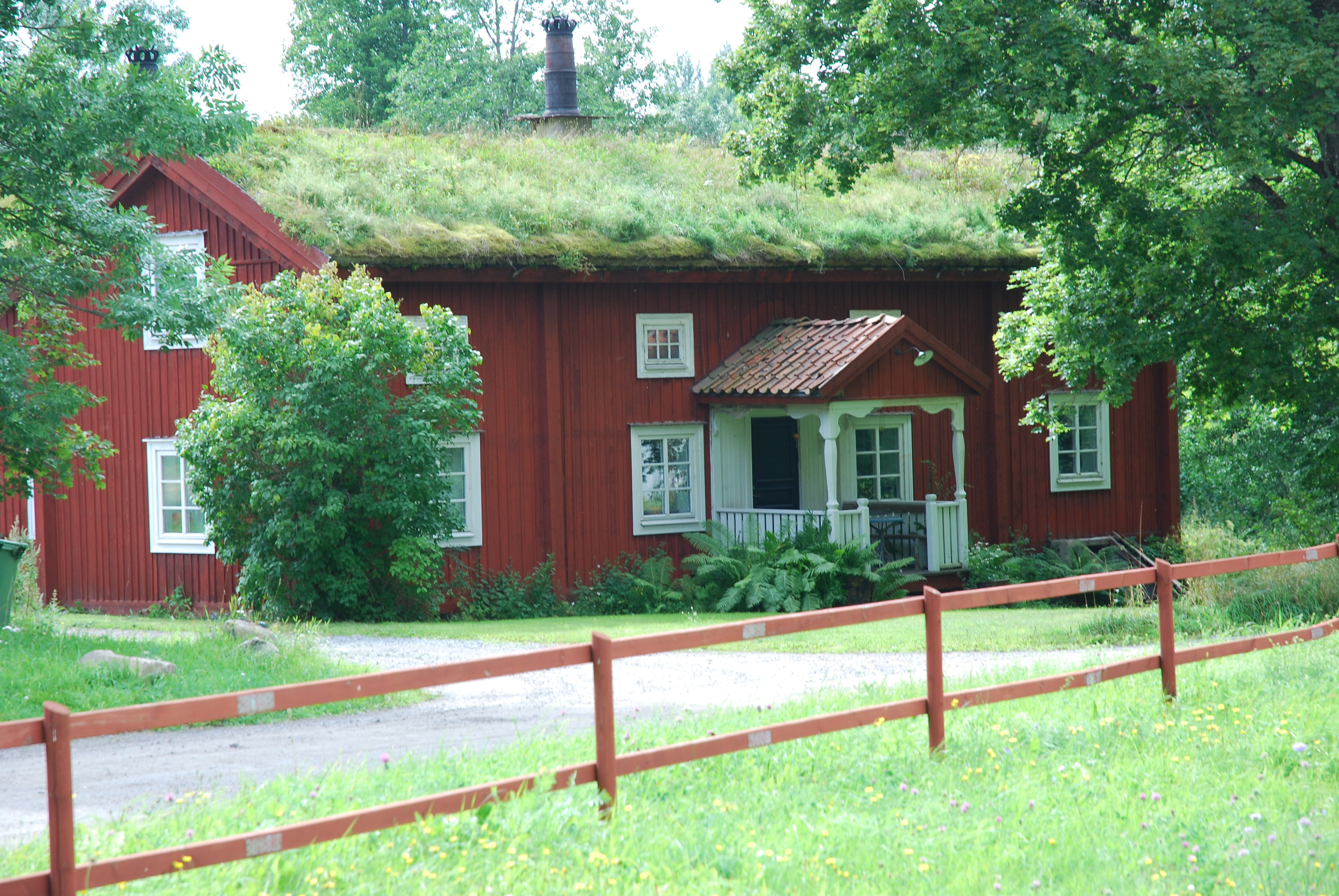
Svensastugan i Pershyttan.

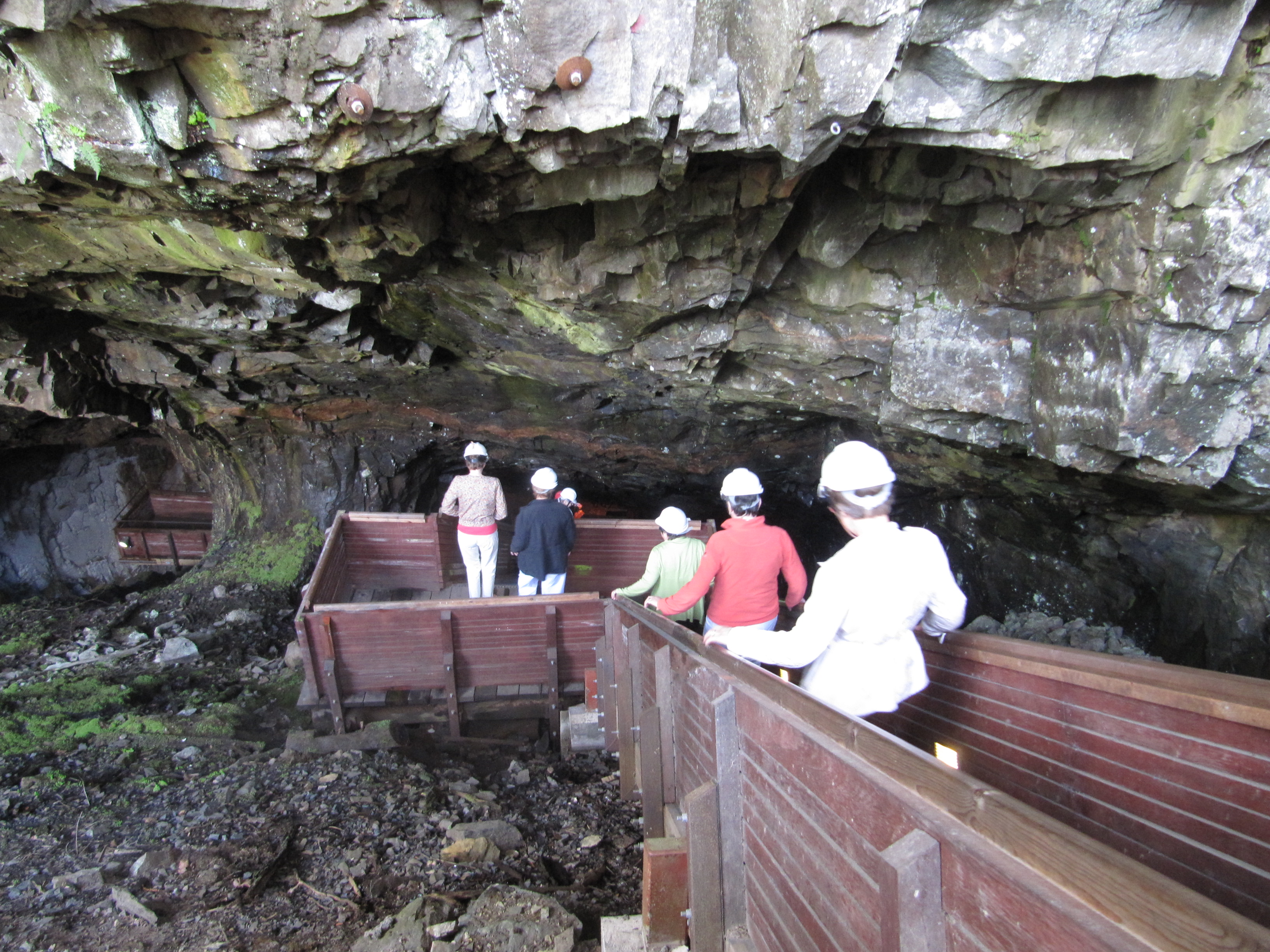
Lockgruvan.

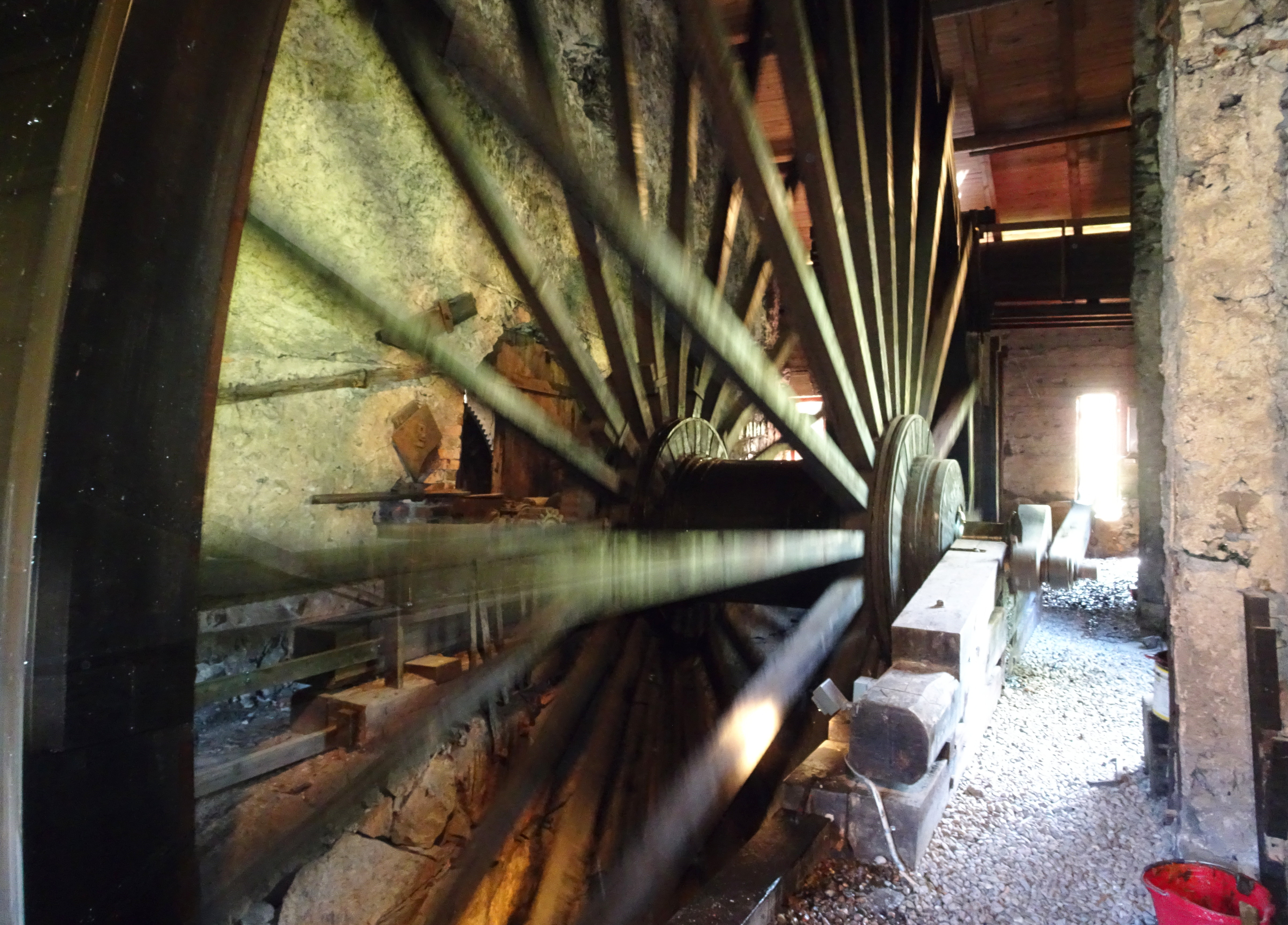
Vattenhjulet i Pershyttan.

I trakten kring dagens Pershyttan har funnits gruvdrift och järnframställning från 1300-talet fram till modern tid. Än idag återstår hytta, hyttby, gruvområde med gruvor, lämningar, transportsystem, vattensystem, enskilda byggnader och kulturhistoriskt värdefulla industrimiljöer. Varphögar, slagghögar, kolbottnar, torplämningar och gamla igenväxta hagar och trädgårdar vittnar idag om ett en gång i tiden blomstrande industrisamhälle som utgör den äldre delen av Nora bergslag.
I Pershyttans järnmalmsgruvor bröts malmen och i hyttan förädlades råvaran till tackjärn. Gruvarbetarna och kolarna var bosatta i små torp i byns ytterkanter. På 1800- och 1900-talen växte modernare bostadsbebyggelse fram och bildade ett ”bolagssamhälle”. Numera bor man huvudsakligen i privatägda småhus och arbetar utanför orten. År 1949 levde i Pershyttan 512 personer, år 1960 var det 323 individer, och år 1970 hade Pershyttan 231 invånare. År 2005 hade samhället färre än 200 invånare. Idag är byn ett levande minnesmärke över Bergslagens järnhantering. I Pershyttan finns en av Sveriges bäst bevarade träkolsmasugnar, byggd 1856. Här finns också ett av landets största fungerande vattenhjul, som driver en 200 meter lång stånggång.

## Gruvorna
Gruvorna i Pershyttan är bland de äldsta i Bergslagen. Före mitten av 1800-talet fanns åtta gruvlag. De slogs då samman till tre. År 1867 bildades Perhytte Grufvebolag som ägde alla gruvorna. År 1918 köptes detta bolag av Avesta Jernverks AB. Järnmalmsbrytning förekom i Pershyttan till 1967. De sista gruvorna som lades ner var Åkergruvan (1966) och Storgruvan (1967). Lavarna till dessa båda gruvor står fortfarande kvar. Naturstigen (se nedan) passerar förbi ett flertal äldre vattenfyllda gruvhål, som kan indelas i det Södra fältet (kring Åkergruvan), Lockgruvelaget (i mitten) och Norra fältet (kring Storgruvan). År 1949 sysselsatte Pershytte Grufvebolag 114 tjänstemän och arbetare.

### Lockgruvan
Lockgruvan är en av de äldsta gruvorna i Pershyttan, med anor från medeltiden. Man kan sommartid bese Lockgruvan, som i början av 2000-talet iordningställdes med trappor, avsatser, belysning och säkrades mot ras. Gruvan lutar 35 grader mot öster på grund av malmkroppens läge. Guidade visningar sker ner till 40-metersnivån i gruvan, som var 160 meter djup när den stängdes år 1909. När gruvan stängdes, vattenfylldes den. I mitten av 1960-talet kom Lockgruvan att förbindas med Storgruvan via en ort därifrån. Eftersom vattennivån i Storgruvan står lägre, tömdes Lockgruvan på vatten ner till 50-metersnivån. Det är anledningen till att det är möjligt att bese gruvan idag.

## Hyttan
Järn har framställts i Pershyttan sedan medeltiden. En Lars Masmästare i Pershyttan omtalas omkring 1380 i samband med ett underverk som genom den heliga Birgitta inträffade med hans dotter. Hyttan nämns i ett annat dokument från 1498. Nuvarande hytta härstammar från 1856. Den blåstes ner för gott år 1953. Hyttbyggnaden innehåller bland annat en välbevarad träkolsmasugn och en rostugn. Byggnaden kan beses sommartid vid guidade visningar. År 1949, några år innan nedläggningen, arbetade 2 tjänstemän och 40 arbetare vid AB Pershyttan. Årsproduktionen var då 9 000 ton tackjärn.

## Vattenhjul och stånggång
För att driva blåsbälgar i hyttan, och för att pumpa upp vatten från gruvhålen krävdes vattenkraft. I Pershyttan utnyttjades vattenkraften i Smygarebäcken och Rättardammen för detta ändamål. Det befintliga hjulhuset härstammar från omkring år 1828 men rustades upp. I detta finns ett så kallat Polhemshjul av trä med 11,2 meter i diameter. Tidigare leddes vattnet till tre olika vattenhjul, som drev en stånggång, ett linspel respektive en såg. Vattenhjulet driver numera en 200 meter lång stånggång, som ursprungligen var längre och förde kraften vidare. Den ursprungliga stånggången var i bruk till 1930. Nuvarande rekonstruktion byggdes 1970 och är i drift sommartid.

## Bergsmansgårdarna

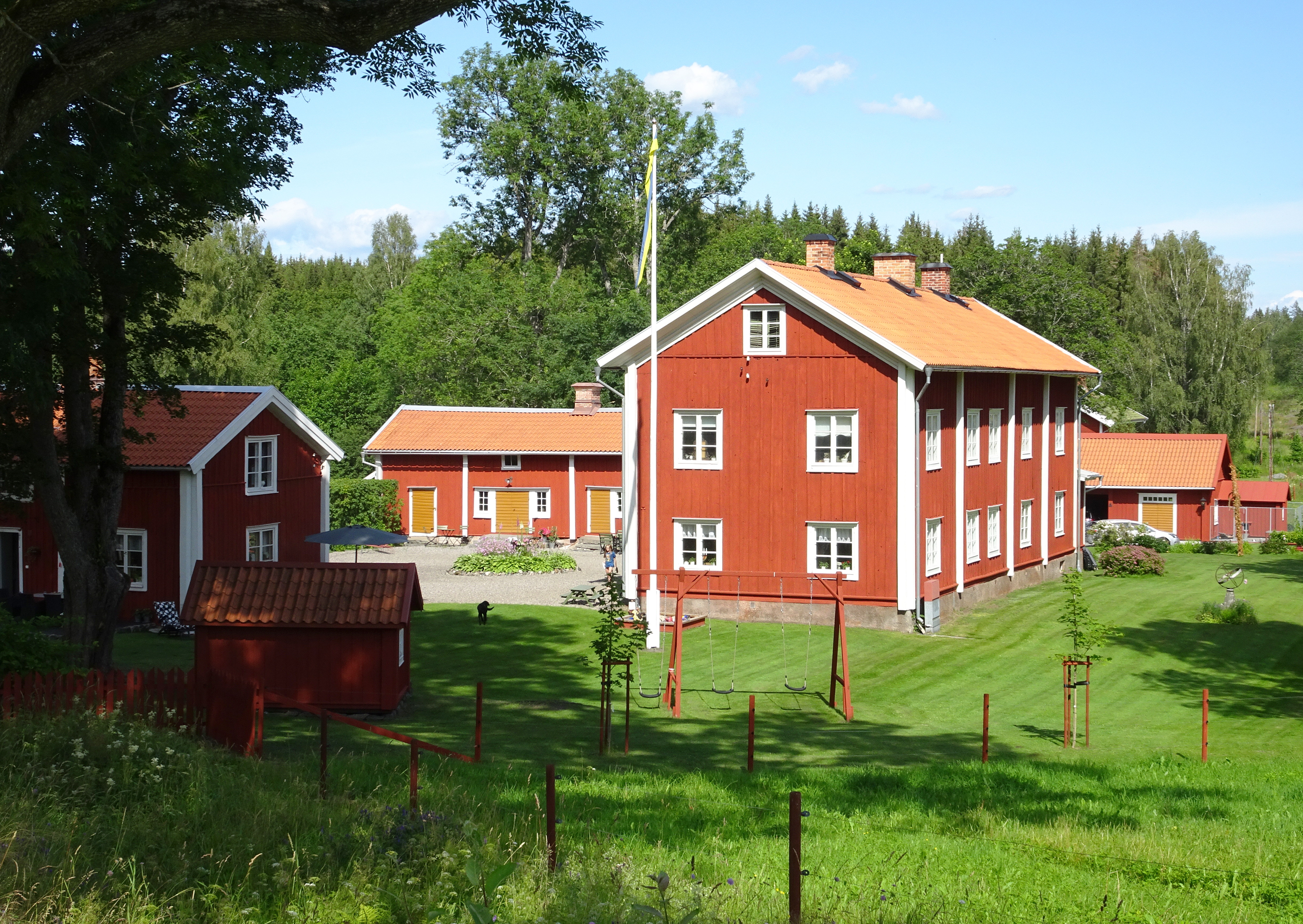
En av Pershyttans bergsmansgårdar.

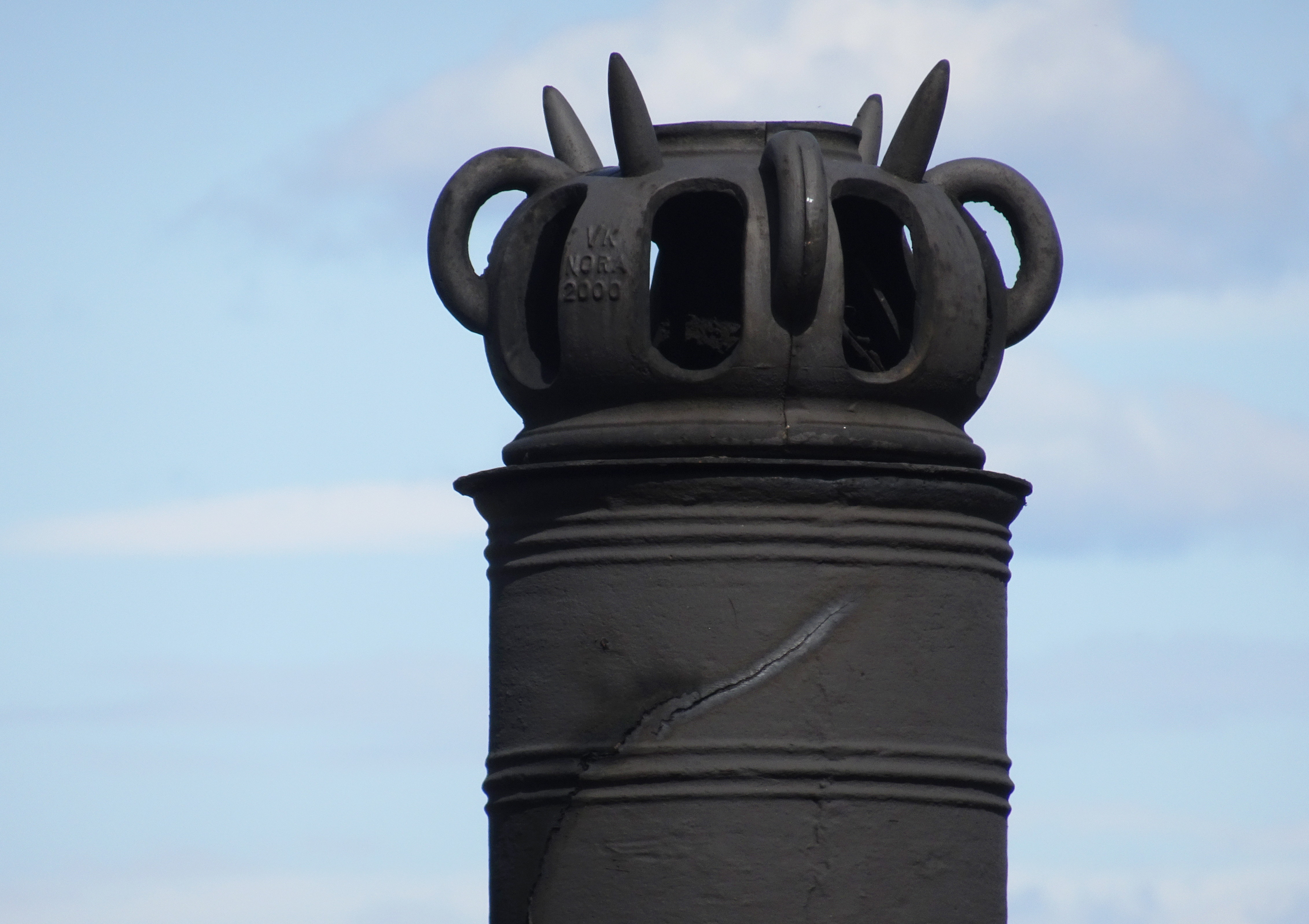
En bergsmanskrona på Domaregården.

Ett flertal välvårdade bergsmansgårdar, de flesta från 1700- och 1800-talen, fullbordar miljön i Pershyttan. Bergsmansgårdarna karakteriseras av skorstenspipor i gjutjärn med en "krona" på toppen. Bergsmansgårdarna är i privat ägo. Bergsmansgårdarna är:
- Domaregården. Gården har fått namn efter häradsdomare Hans Andersson som bodde här 1736–1808. Gården ligger på ursprunglig plats och är en av byns ursprungliga sju hemman.
- Erik-Annersagården. Bergsman Erik Andersson har givit namn till gården, som kan ha byggts cirka 1826.
- Nämndemansgården eller Nedre herrgården. Gården är byggd cirka 1830 av sexman Eric Hansson. Senare bodde en av de sista brukspatronerna, Lars Larsson (Bredsjö-Lasse) på gården.
- Jan Hindriksgården eller Järlströmsgården. Detta är troligen den äldsta byggnaden i hyttbyn, ursprungligen troligen från 1700-talet.
- Noraskog. Under åren 1896–1905 bodde riksdagsmannen Johan Johansson i Noraskog i denna gård.
- Förvaltaregården. Troligen uppförd på 1830-talet av okänd byggherre. Flygeln var hemvist för Noraskogs hembygdsförening och Stadraarkivet.

## Naturstigen
Pershyttans hembygdscirkel har 1967 iordningställt en naturstig, totalt 6 km lång. Det finns en beskrivning till denna, som omfattar 44 stationer. Längs stigen får man se exempel på gruvhål, byggnader, vattenanordningar och annat som hörde till gruvdriften.

## Järnvägen
Till Pershyttan gick en bibana från Nora–Karlskoga Järnväg, senare Nora Bergslags Järnväg. Slutstation var lastplatsen Pershyttan (sedan 1995 benämnd Pershyttan övre). Spåren revs upp 1975 när gruvorna hade lagts ner, men ett nytt spår drogs till Pershyttan av Nora Bergslags Veteran-Jernväg som invigdes 1985.

## Nya Pershyttan
Nya Pershyttan är en tidigare hyttby som ligger 3 km sydväst om Gamla Pershyttan. Idag finns i stort sett endast en bergsmansgård kvar av byn. Pershyttan, som då syftar på Gamla Pershyttan omtalas redan första gången i ett brev 1380 och sedan åter 1529, när den nämns i samband med ett lagmansting. Nya Pershytte hytta nämns första gången 1538. Bergskollegium bestämde år 1740 att verksamheten i Nya Pershyttan skulle flyttas till Gamla Pershyttan. Masugnen i Nya Pershyttan ödelades vid en brand år 1741. År 1753 fick man tillstånd att åter bygga en masugn i Nya Pershyttan, men byggnationen kom aldrig till stånd.
Förutom hyttan fanns även i Nya Pershyttan en osmundsmedja och tre kvarnar. Antalet hemman var år 1550 fyra. Den nuvarande bergsmansgården härstammar från ca 1770. Den siste bergsmannen som bodde här var Petter Persson (1826-1919).

## Bilder

Masugnen
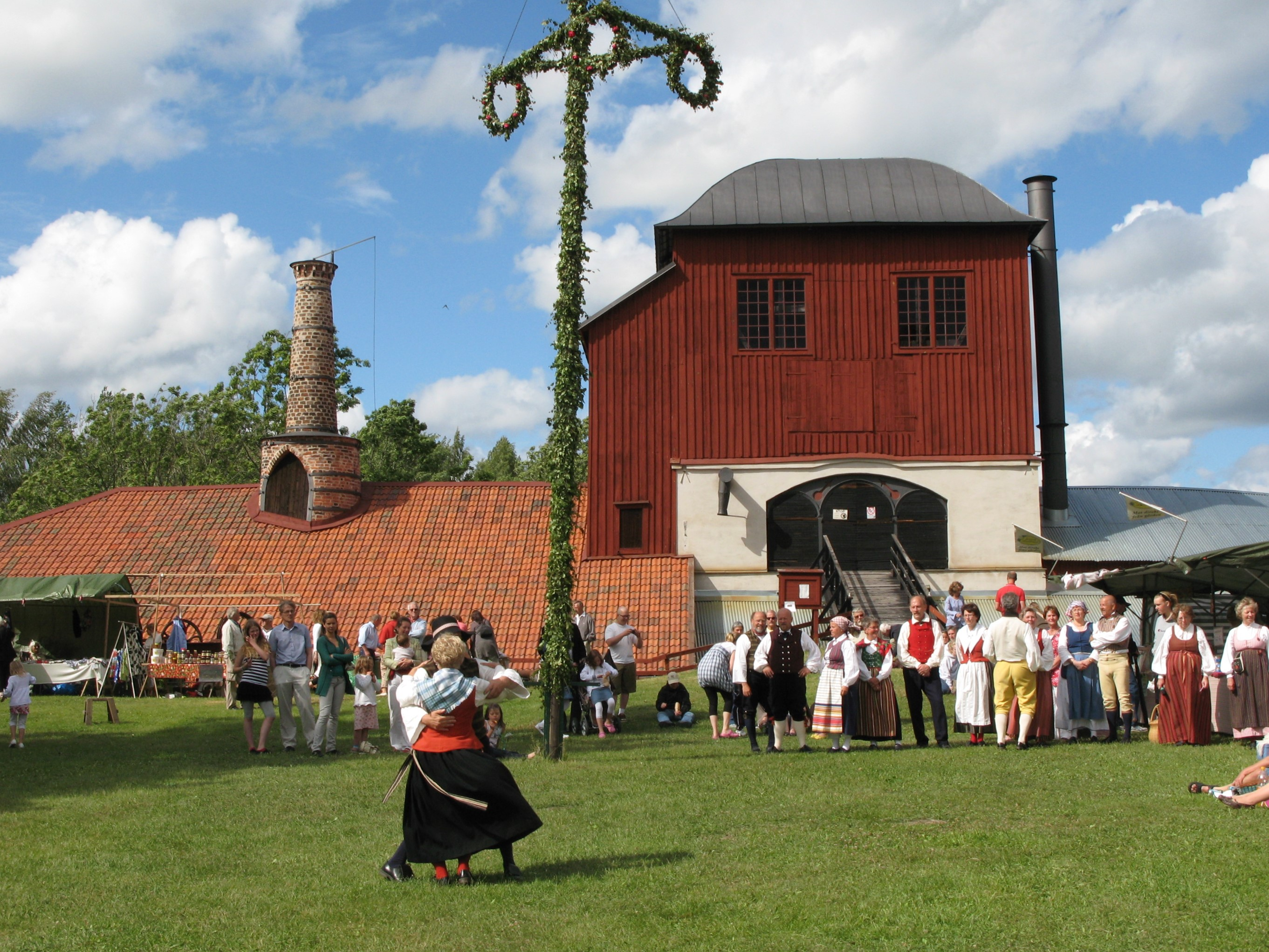
Midsommardans framför hyttan.
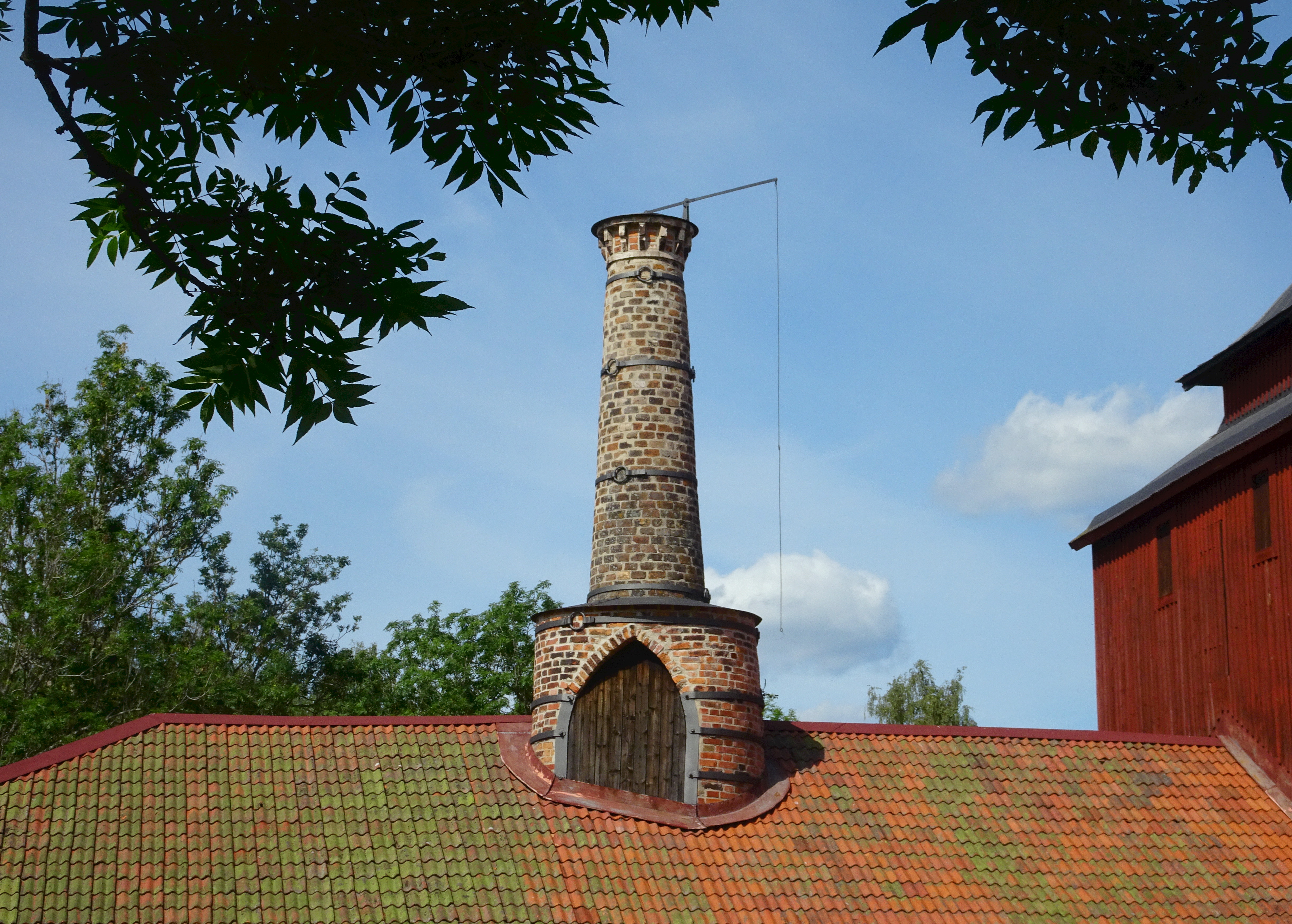
Rostugn och pipan.
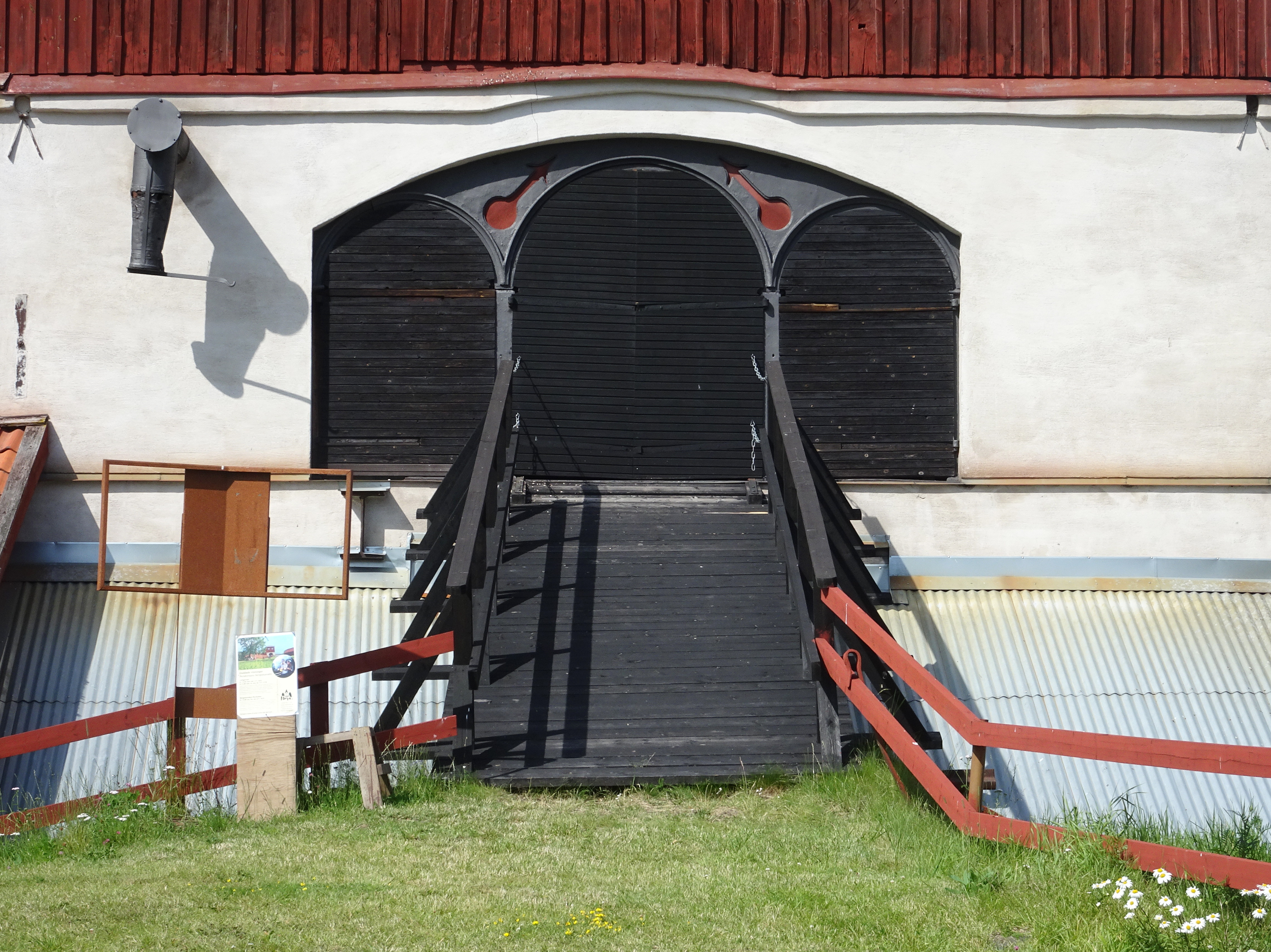
Portal och ramp.
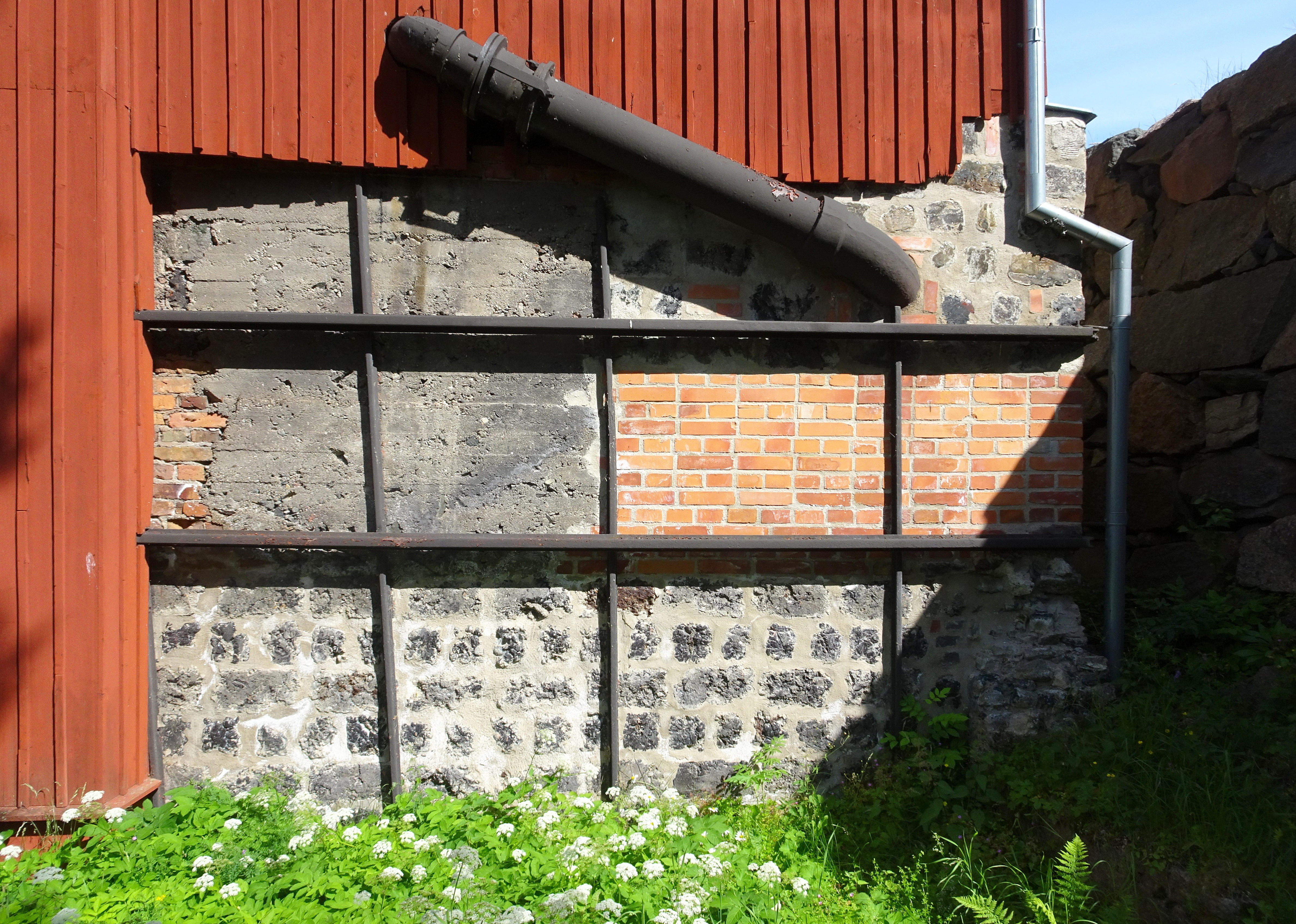
Fasaddetalj.
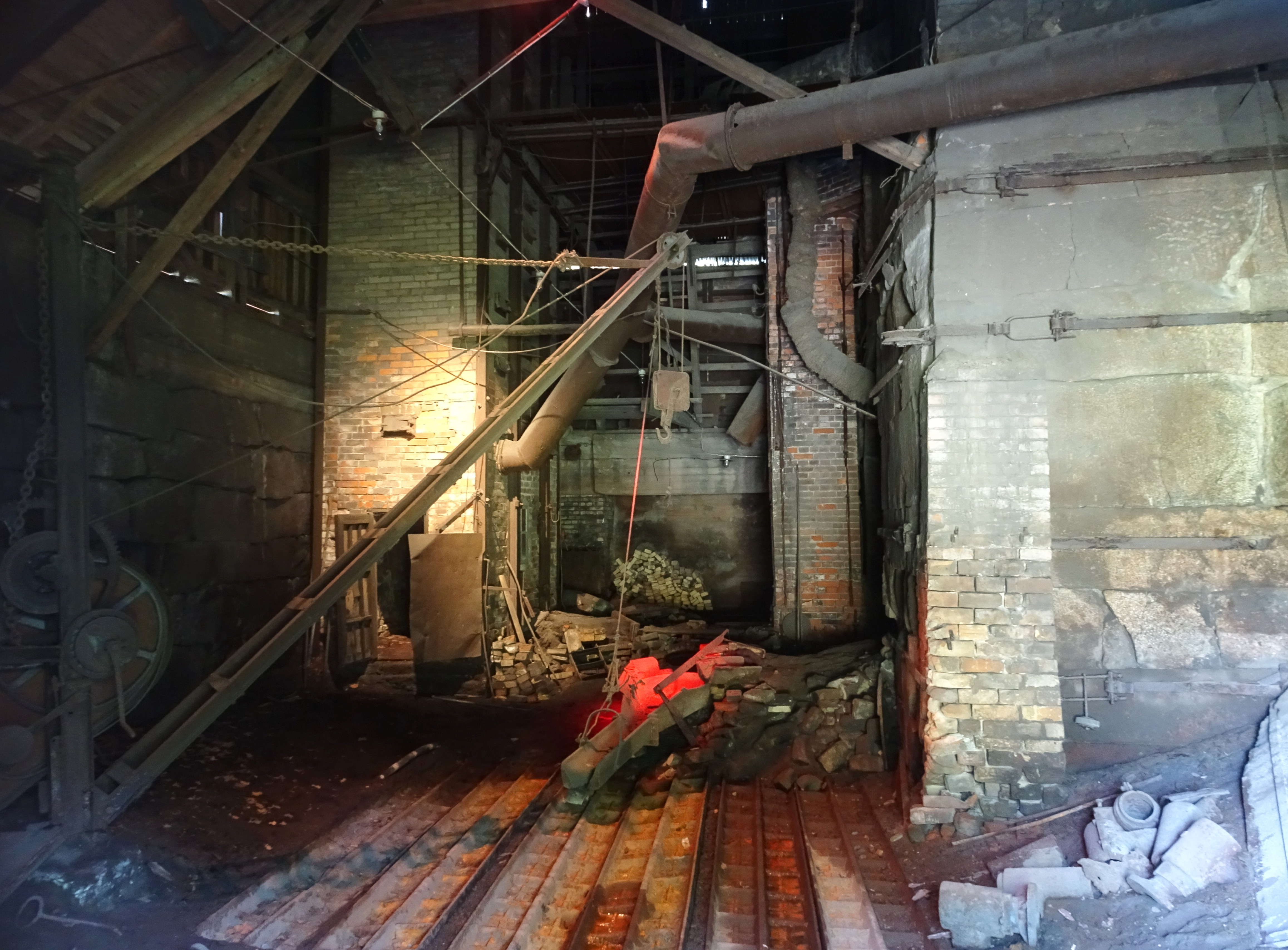
Interiör.

Övrigt
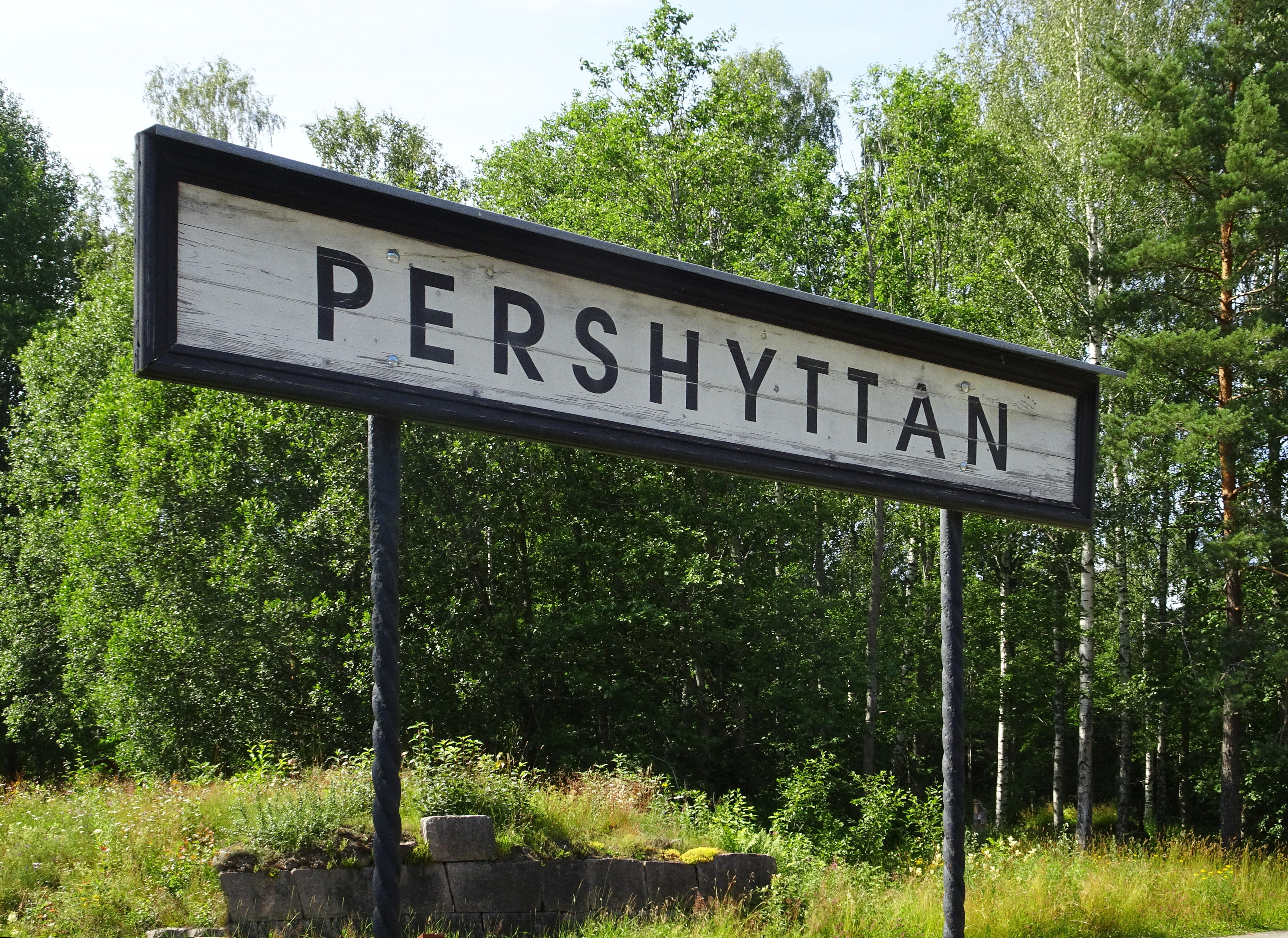
Stationsskylt "Pershyttan".
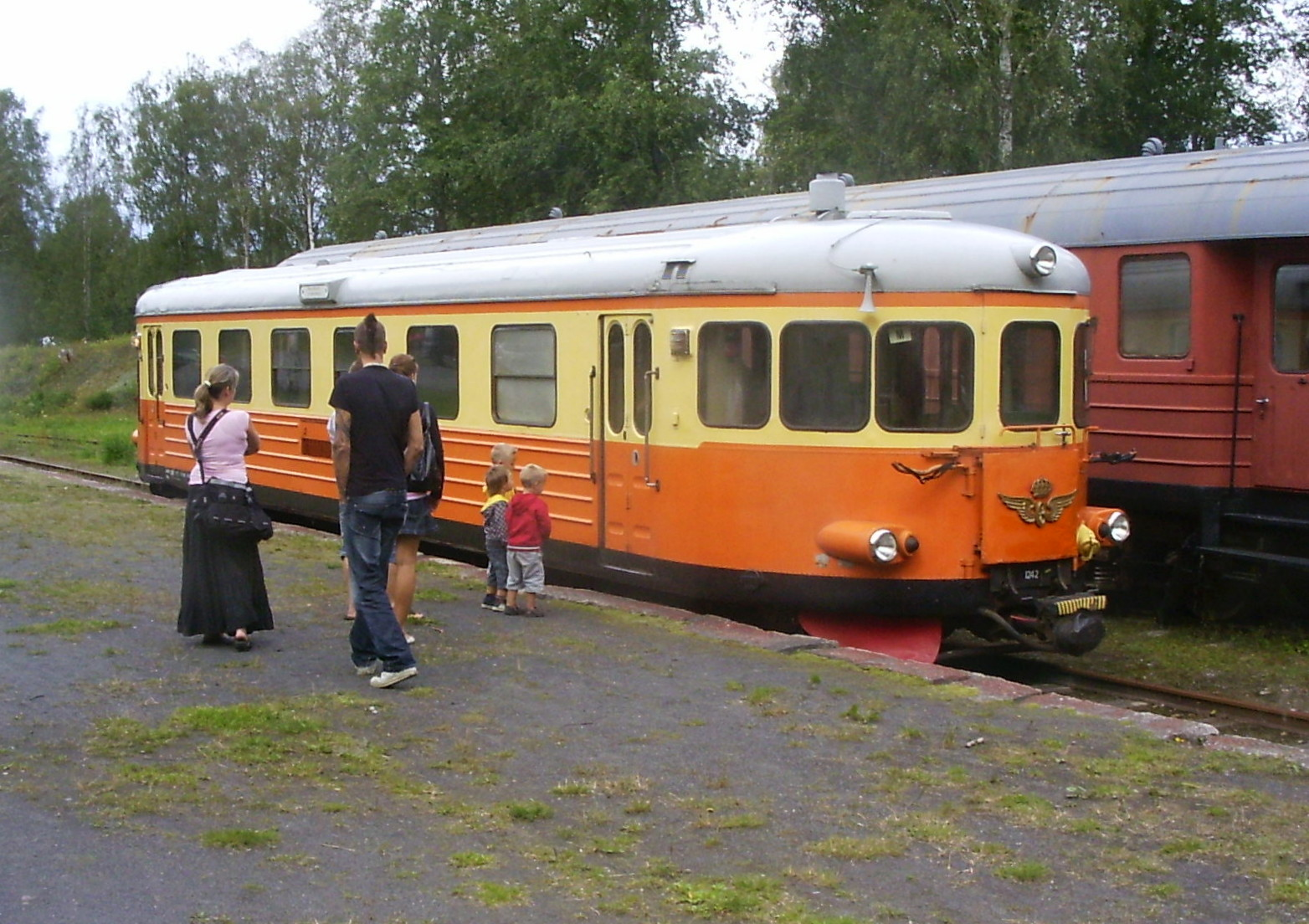
Rälsbussen vid stationen.
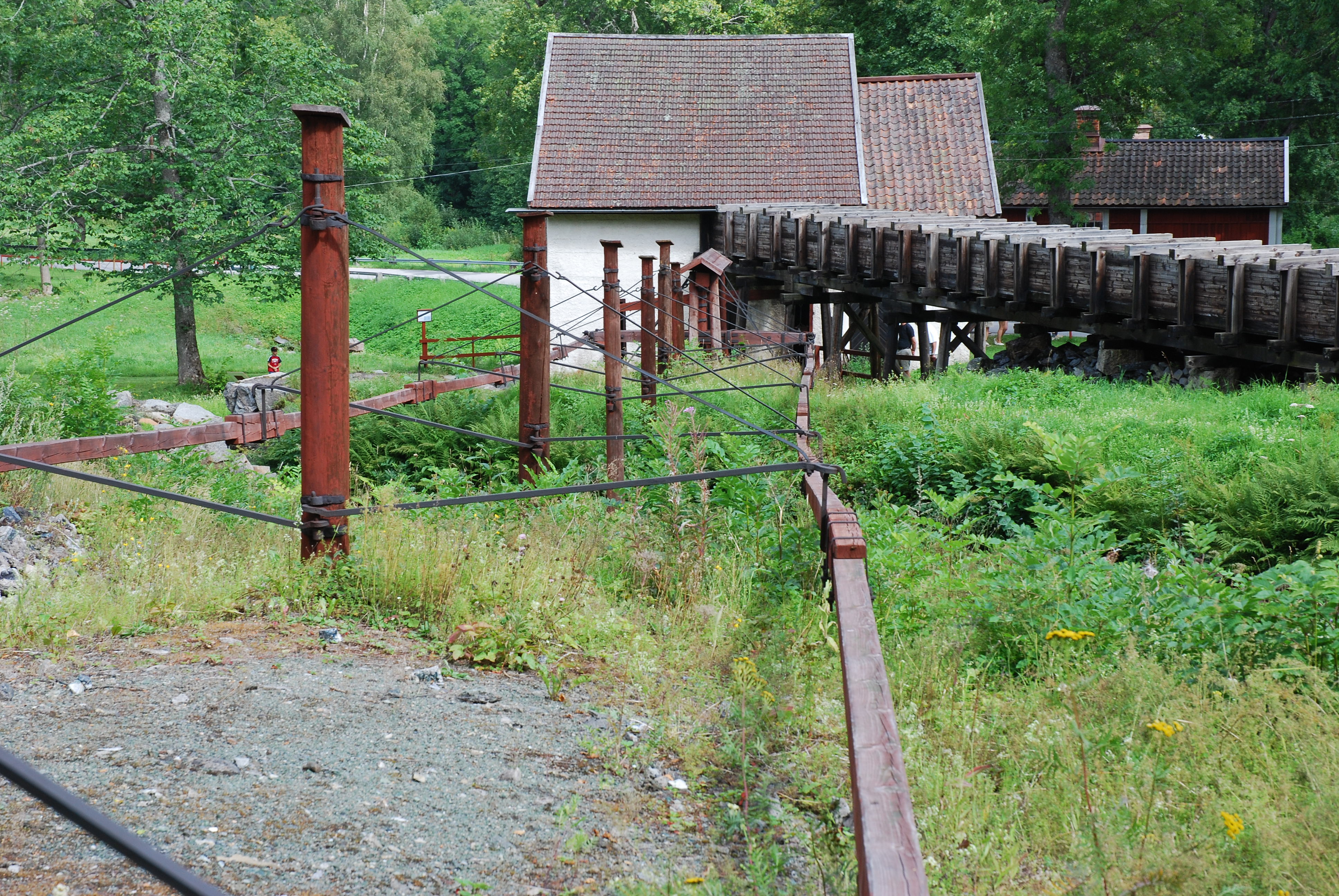
Konstgången med hjulhuset.
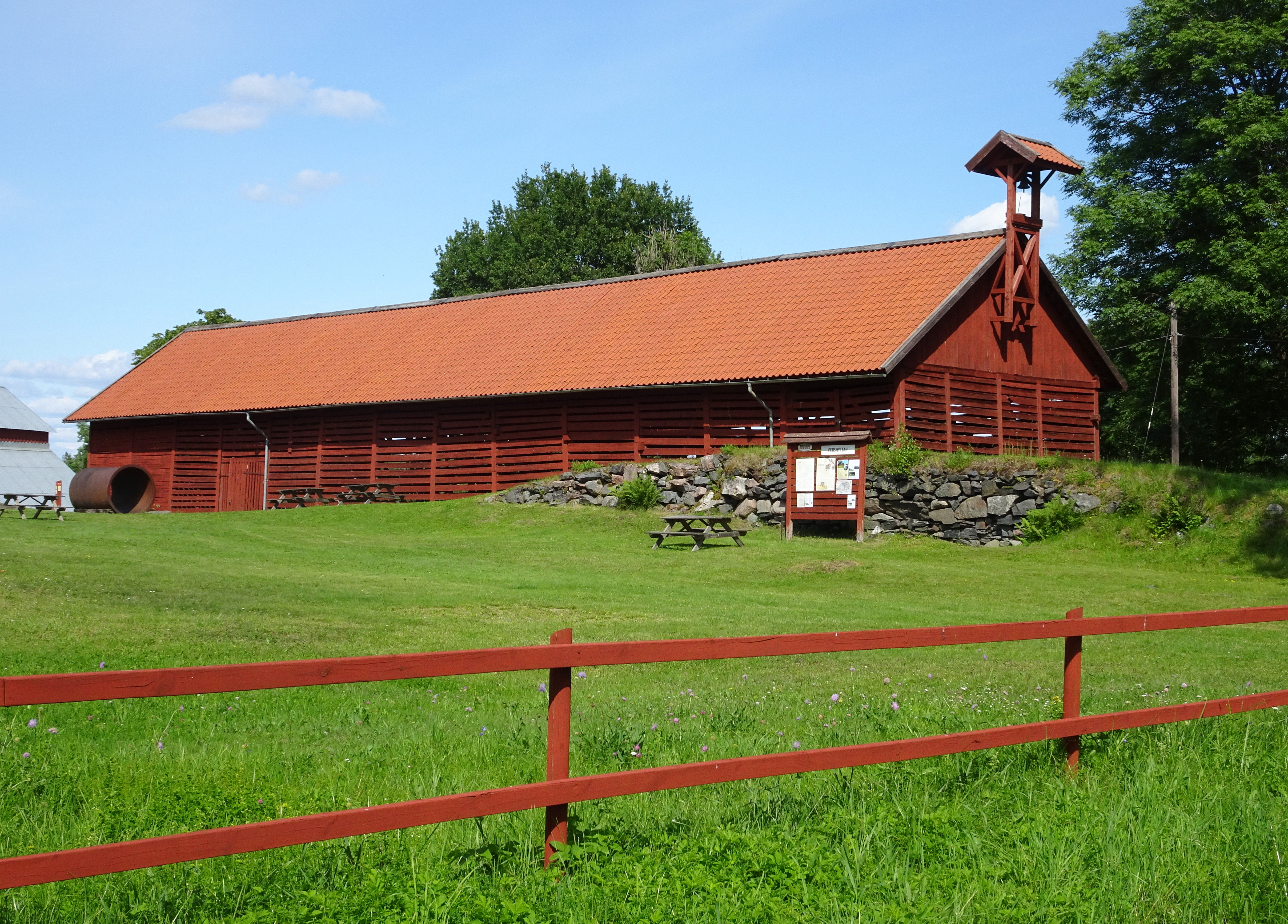
Före detta kolhuset.
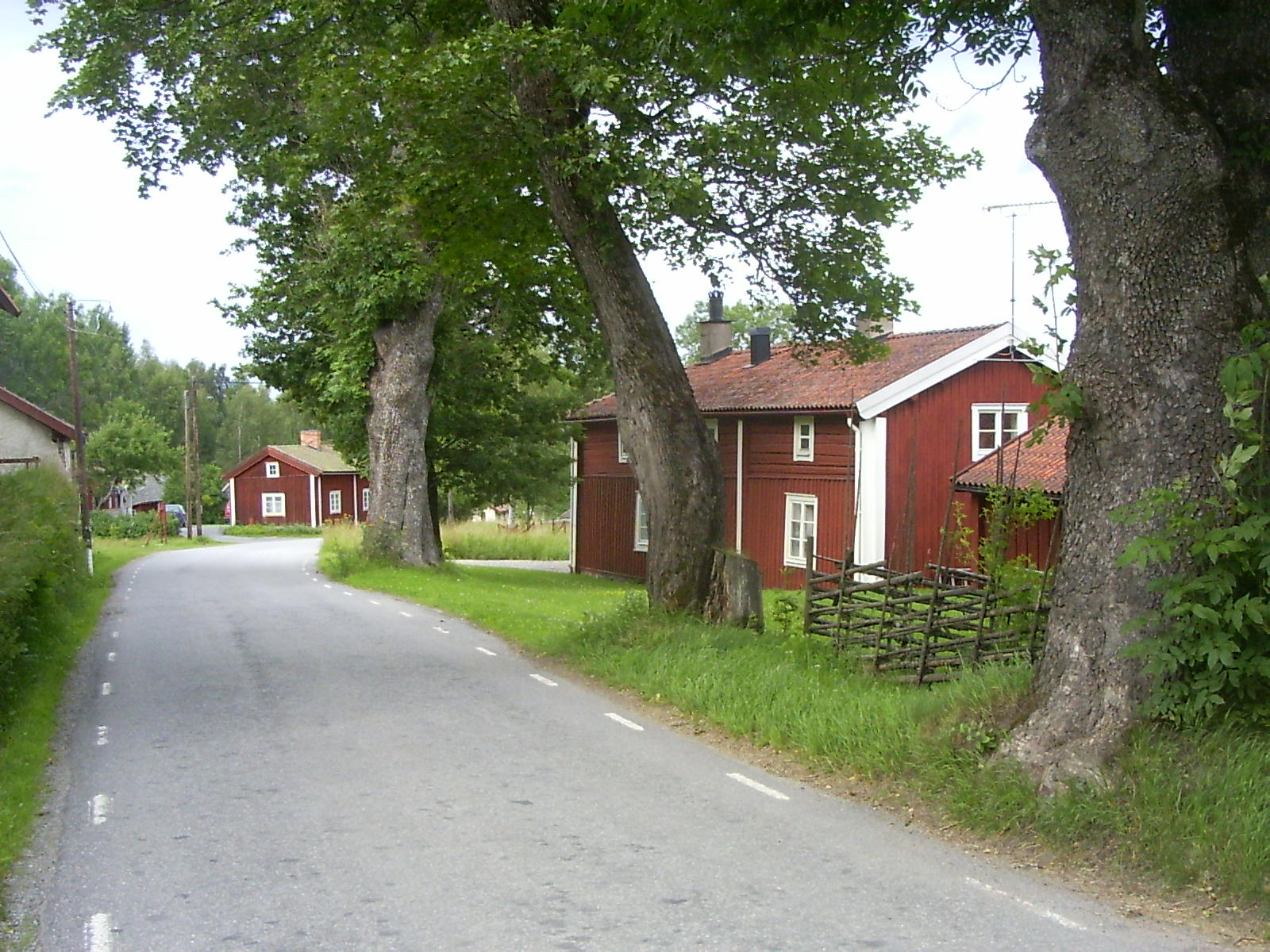
Bruksgatan med före detta arbetarbostäder.